# Paramioscarta brunnea
Paramioscarta brunnea är en insektsart som först beskrevs av Victor Lallemand 1920.  Paramioscarta brunnea ingår i släktet Paramioscarta och familjen spottstritar.
Artens utbredningsområde är Madagaskar. Inga underarter finns listade i Catalogue of Life.